# ヴァンカイン県
ヴァンカイン県（ヴァンカインけん、ベトナム語：Huyện Vân Canh / 縣耘耕?）は、ベトナム社会主義共和国ビンディン省の県である。